# Сабанеев, Иван Васильевич
Ива́н Васи́льевич Сабане́ев (30 января 1772 — 25 августа 1829) — русский военачальник, генерал от инфантерии из рода Сабанеевых.

## Биография
Участвовал во 2-й турецкой войне (1787—1791), в действиях против польских конфедератов и штурме Праги (1794), в итальянском и швейцарском походах Суворова. Тяжело раненый в сражении в Мутенской долине, был оставлен на попечение французов и отправлен во Францию, где изучил новые правила рассыпного строя.
По возвращении в Россию Иван Васильевич представил проект о введении этого строя в русской армии, что и было исполнено. В 1803 году, во главе 12-го егерского полка, он ходил за Кубань; в 1807 году отличился в кампании против Наполеона; в 1808—1809 годах участвовал в войне со шведами;

2 августа 1809 года награждён орденом Св. Георгия 4-го класса 
В воздаяние отличнаго мужества и храбрости, оказанных во время сражения 3 мая при кирке Шелефте против шведских войск, где, невзирая на полученную в продолжении сей кампании в ногу рану, понес все трудности необычайного перехода по заливу и, будучи отряжен для преследования неприятельского обоза, догнав оной, разбил конвой его прикрывающий и взял несколько пленных.

24 ноября 1809 года награждён орденом Св. Георгия 3-го класса 
в воздаяние отличного мужества, храбрости и благоразумной распорядительности, оказанных в сражении против шведских войск 7 августа при Сефаре, где первый, вступя в действие, сбил неприятеля с занимаемой им важной высоты, а потом, командуя большею частью войск, немало способствовал к одержанию победы и 8-го при атаке на Ратанскую гавань, командуя колонною, много способствовал успеху.
В 1810—1811 годах принимал выдающееся участие в турецкой войне, затем — в кампаниях 1812—1814 годов. В 1812 г. Сабанеев назначен начальником главного штаба южной армии (главнокомандующий адмирал Чичагов), которая в июле двигается в Волынскую губернию пятью корпусами, одним из которых, 5-м или резервным, назначается командовать Сабанеев, сохраняя должность начальника главного штаба южной армии. В сражении на Березине действовал неудачно, однако российское общественное мнение, и небезосновательно, винило во всём П. В. Чичагова.
В кампанию 1813 г. был начальником штаба армии Барклая-де-Толли и содействовал покорению Торна (1813 г.); участвовал в деле при Кёнигсварте и в Бауценском сражении, был в битвах при Дрездене, Кульме (за что был награждён орденом Св. Александра Невского с алмазами) и Лейпциге. В походе 1814 г. сражался под Бриенн-ле-Шато, Арси-сюр-Об, Фер-Шампенуазом и Парижем. В 1815 году Иван Васильевич, 1815 г. вторично вступив в пределы Франции во главе 7-м корпуса, блокировал Мец и очистил Вогезские горы от неприятеля.
Был ранен 4 раза. Погрудный портрет генерала И. В. Сабанеева работы Дж. Доу находится в галерее героев 1812 г. в Зимнем дворце на стене между портретом Барклая де Толли и выходом из галереи в первом ряду снизу.

После возвращения в Россию назначен командиром 6-го корпуса 2-й армии (в который входила 16-я дивизия М. Ф. Орлова), расквартированной на юге. Декабрист В. Ф. Раевский писал о Сабанееве:
Росту не более 2-х аршин и 3-х вершков, нос красный, губы отдутые, глаза весьма близорукие, подымающиеся и опускавшиеся, как у филина, рыже-русые волосы, бакенбарды такого же цвета под галстух, осиплый и прерывистый голос, речь, не имеющая никакого смысла, слова без связи. Он говорил с женою (которую отнял у доктора Шиповского), с адъютантами, как будто бы бранился. Человек желчный, спазматический и невоздержанный — он выпивал ежедневно до 6 стаканов пунша, и столько же вина, и несколько рюмок водки.
В январе 1822 года Сабанеев в Кишинёве расследовал события, связанные с восстанием Камчатского пехотного полка 16-й дивизии, и деятельностью М. Ф. Орлова и В. Ф. Раевского. Когда один из командиров, капитан Брюханов, разозлённый действиями каптенармуса, мешавшего ему наживаться на провиантских ассигновках, воспользовавшись первым же незначительным промахом последнего, велел наказать его палками, рота, возмущённая явной несправедливостью наказания, вырвала товарища из рук наказывавших его унтер-офицеров, отняв у последних также и палки.
М. Ф. Орлов, рассмотрев дело, признал претензии солдат правильными и отдал под суд капитана Брюханова. Сабанеев, ранее сам выступавший с приказами, запрещающими жестокое обращение с нижними чинами, в этот раз принял все меры для пресечения революционных настроений. Он пересмотрел дело, в результате чего Брюханов был освобождён от суда, а виновники «беспорядков» наказаны кнутом и сосланы в каторжные работы. Наказание было произведено таким образом, что действительно имело характер пытки, по сообщению П. Долгорукова, все наказанные через несколько дней умерли.
В январе 1822 года Сабанеев познакомился с А. С. Пушкиным в период южной ссылки поэта в Кишинёве. В том же году Пушкин случайно подслушал разговор своего начальника с Сабанеевым о предстоящем аресте В. Ф. Раевского и успел предупредить его. В связи с этим делом у Пушкина сложилось отрицательное мнение об Сабанееве, но последующие встречи с ним способствовали тому, что оно изменилось в лучшую сторону. В 1824 году Пушкин был приглашен Сабанеевым на ужин. По преданию, в основу повести «Метель» поэт положил историю первого брака Сабанеева, который в какой-то мере стал прототипом полковника Бурмина.
В декабре 1823 года Сабанеев был произведён в генералы от инфантерии. В мае 1827 освобождён от должности. Проживая в Одессе с 1816 года, много сделал для благоустройства города и развития курортного дела в Пятигорске. Скончался в Дрездене, похоронен в Одессе на месте нынешнего Преображенского парка. От второго брака с Пульхерией Яковлевной Борецкой, которую Сабанеев увёз от её первого мужа, военного врача Шиповского, детей не было.